# Tschechische EU-Ratspräsidentschaft 2022
Die tschechische Ratspräsidentschaft bezeichnet den Vorsitz Tschechiens im Ministerrat der EU für die zweite Jahreshälfte 2022. Tschechiens Ratsvorsitz 2022 ist Teil des elften Ratsvorsitz-Trios, welches 2022 begann und auch noch aus Frankreich und Schweden besteht. Es war der zweite Ratsvorsitz Tschechiens nach der EU-Ratspräsidentschaft im Jahr 2009.
Das Motto des zweiten Ratsvorsitzes Tschechiens lautete: Europa als  Aufgabe. Dieses Motto war von einer Rede des ehemaligen Präsidenten Václav Havel inspiriert, die dieser 1996 in Aachen gehalten hatte und in der er sich mit Europas Rolle in einer sich ändernden Welt befasste.

## Prioritäten der tschechischen EU-Ratspräsidentschaft

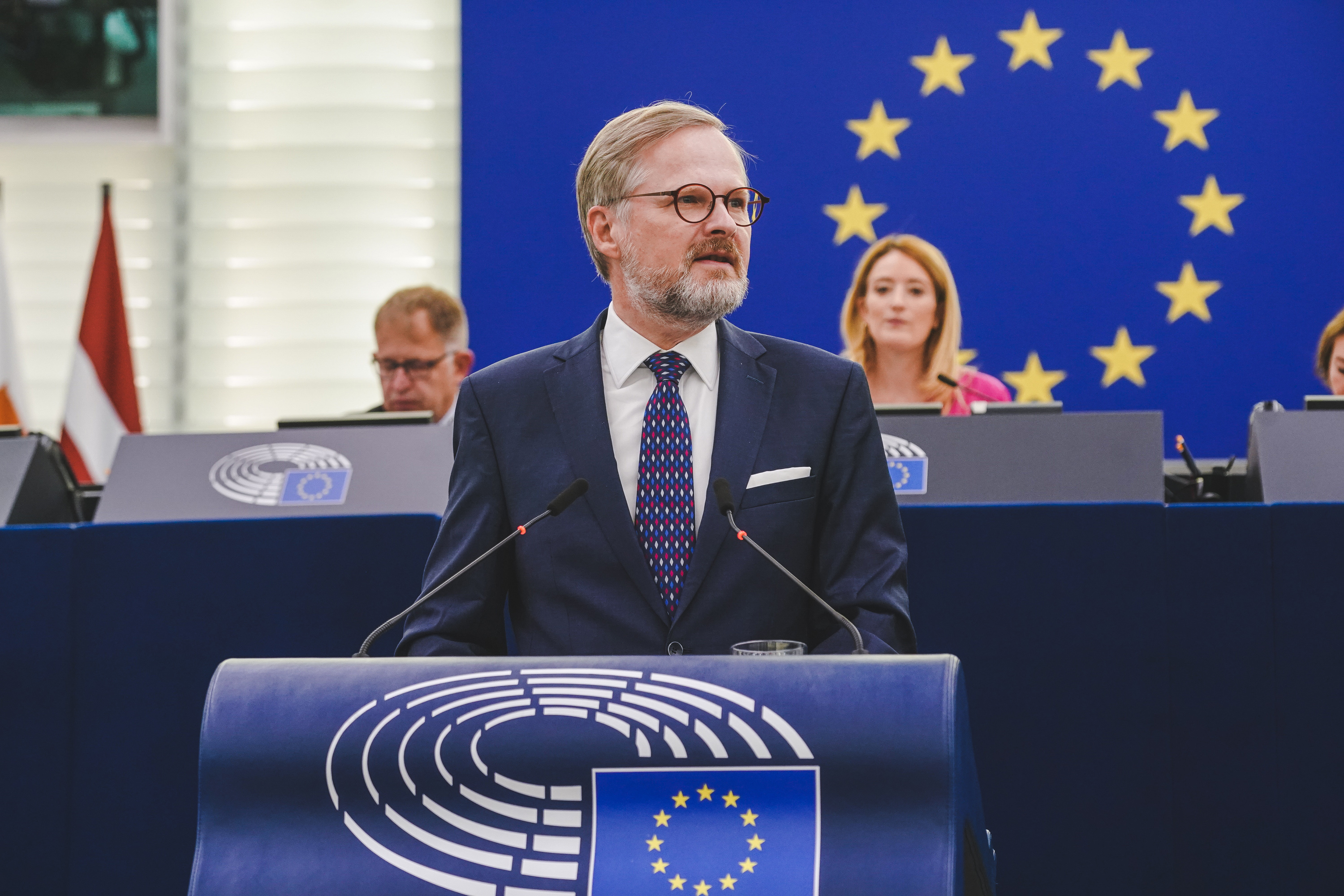
Premier Petr Fiala präsentiert die Prioritäten der Ratspräsidentschaft im EU-Parlament

Die Prioritäten der tschechischen EU-Ratspräsidentschaft waren außenpolitisch bestimmt durch den Ukraine-Krieg, die Energiekrise und die Teuerung. Diese sind:
- Versorgung von Flüchtlingen und Wiederaufbau in der Ukraine,
- Energiesicherheit,
- Stärkung der europäischen Verteidigungsfähigkeit,
- strategische Widerstandsfähigkeit der Wirtschaft in der EU sowie
- Widerstandsfähigkeit demokratischer Institutionen.[3][4][5][6][7][8][9][10]

Nachdem die Ukraine und die Republik Moldau im Juni 2022 Beitrittskandidaten wurden, war die Frage einer künftigen östlichen EU-Erweiterung Thema. Hierin besteht eine Verbindung zur ersten EU-Ratspräsidentschaft Tschechiens 2009. Damals war die Einbindung Osteuropas ein wesentlicher Schwerpunkt und die Östliche Partnerschaft der Europäischen Union wurde begonnen.
Ein weiterer Schwerpunkt der tschechischen EU-Ratspräsidentschaft soll der Indopazifische Raum sein. Die vom tschechischen Außenministerium finanzierten Tschechische Zentren sollen auch das Thema Nachhaltigkeit näher bringen.

## Verlauf

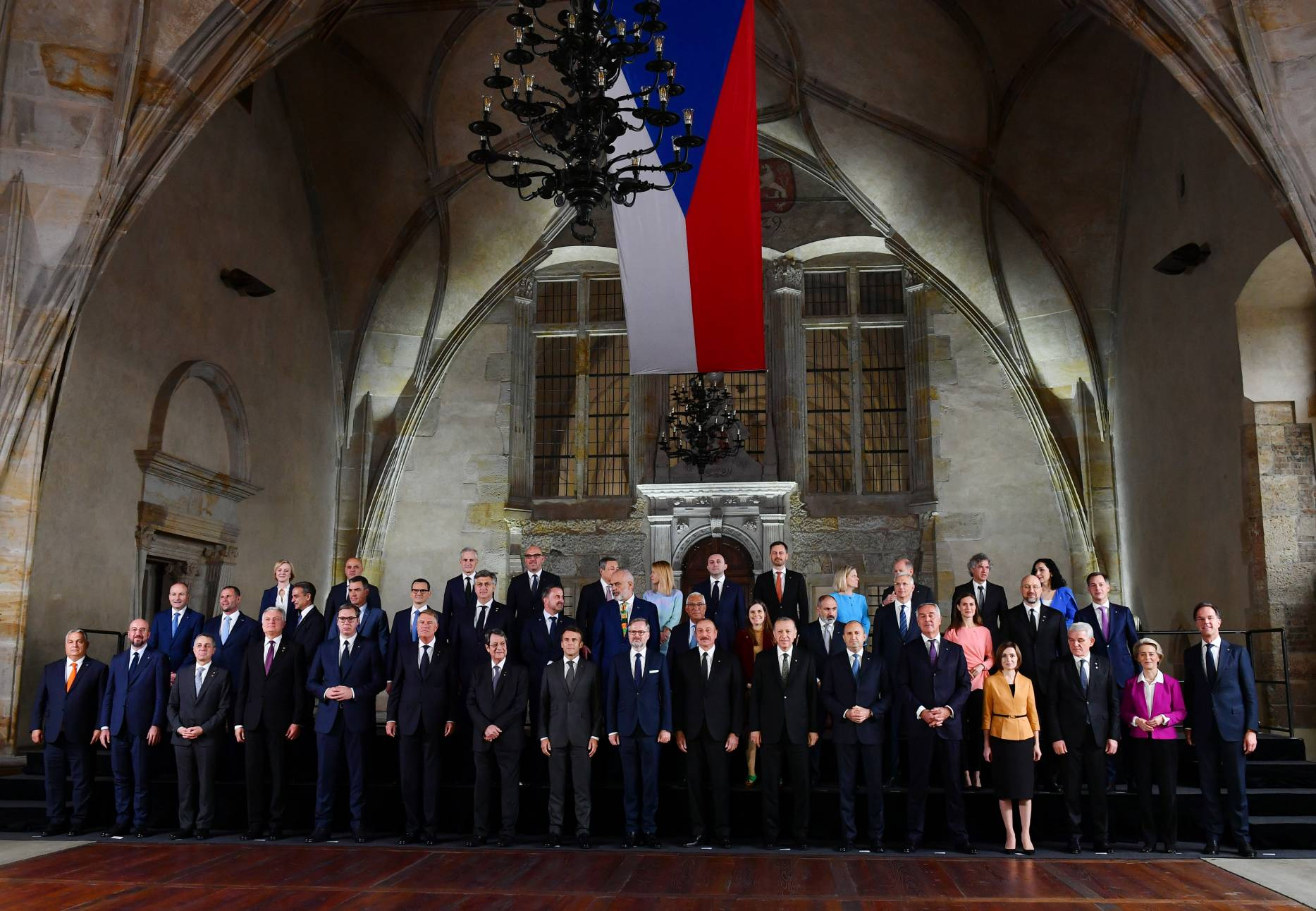
Gründungstreffen der Europäischen Politischen Gemeinschaft im Oktober 2022

Am 1. Juli 2022 trafen Kommissionspräsidentin Ursula von der Leyen, Premier Petr Fiala und weitere Vertreter der EU-Kommission und der tschechischen Regierung in Litomyšl zusammenen, um die Ratspräsidentschaft offiziell zu eröffnen. Das Eröffnungskonzert fand am 8. Juli 2022 im Prager Rudolfinum statt. Der Pianist Tomáš Kačo komponierte dafür extra ein Musikstück, das er zusammen mit der Tschechischen Philharmonie aufführte. Insgesamt sind 221 Veranstaltungen geplant. Diese werden weitgehend in Prag und Brüssel stattfinden.
Mitte Juli 2022 startete die EU Beitrittsgespräche mit Nordmazedonien und Albanien. Am 6. Oktober trafen 43 europäische Staats- und Regierungschefs zum Gründungstreffen der Europäischen Politischen Gemeinschaft in der Prager Burg zusammen.

## Budget
Der frühere und für die Vorbereitung der EU-Ratspräsidentschaft verantwortliche Ministerpräsident Andrej Babiš soll die EU-Ratspräsidentschaft als ein „Gequassel mit belegten Brötchen“ bezeichnet und beschlossen haben, eine der „billigsten“ Präsidentschaften der Geschichte der EU zu organisieren. So sollten vielfach Praktikanten anstelle von Diplomaten bei den Veranstaltungen eingesetzt werden. Europaminister Mikuláš Bek kritisierte die unzureichenden Vorbereitungen der Vorgängerregierung und gab eine leichte Erhöhung des Budgets bekannt. Das Gesamtbudget für die tschechische EU-Ratspräsidentschaft betrug rund 1,7 Milliarden Kronen (67 Millionen Euro).

## Mehrsprachiger Internetauftritt
Der Internetauftritt der tschechischen Ratspräsidentschaft wurde mit Hilfe einer maschinellen Übersetzung vom Dienst „eTranslation“ der Europäischen Kommission in alle Amtssprachen der Europäischen Union übersetzt. Zusätzlich sind manuelle Übersetzungen in Tschechisch, Englisch und Französisch abrufbar.

## Logo
Das Logo der tschechischen EU-Ratspräsidentschaft besteht aus einem Wort- und einem grafischen Teil. Der Wortbestandteil weist kurz mit: EU2022.CZ auf den tschechischen EU-Ratsvorsitz hin, so wie dies zuvor bereits auch andere Unionsmitgliedstaaten getan haben (siehe: Logo (EU-Ratspräsidentschaft)) und wie dies auch beim ersten EU-Ratsvorsitz 2009 ausgeführt war (damals: EU2009.CZ). Der Wortbestandteil kann unterhalb oder neben dem grafischen Element stehen.
Der grafische Teil des Logos stellt eine Kompassrose mit insgesamt 27 Elemente dar. Diese 27 farbigen Elemente stehen für die gleiche Anzahl von Unionsmitgliedstaaten der Europäischen Union. Jedes Element enthält dabei Farben der Flagge eines bestimmten Unionsmitgliedstaates. Jedes Element, welches einen Unionsmitgliedstaat darstellt ist auch gleichzeitig als stilisierte Form einer Kompassmarke ausgeführt. Die Kompassmarke wiederum wird aus zwei an der Schmalseite aneinanderstosenden Dreiecken gebildet (◄►). Das liegende Dreieck (►) ist wiederum ein bestimmendes grafisches Element der tschechischen Flagge.
Als Mehrelement-Emblem soll das Logo das Motto der Europäischen Union „in Vielfalt geeint“ widerspiegeln. Das Logo wird als Ganzes oder in Ausschnitten abgebildet.

## Partner
Die tschechische EU-Ratspräsidentschaft wurde mit Fahrzeugen von Škoda Auto und Porsche Czech Republic s.r.o. als Importeur von Volkswagen Nutzfahrzeugen unterstützt. Einzelne Ministerien und Botschaften hatten weitere Partner, wie die Tschechische Technische Universität Prag, Budweiser Budvar und Pilsner Urquell.

## EU-Skeptizismus
Da das Image der Europäischen Union bei älteren Bürgern in Tschechien vielfach negativ geprägt ist und nur jüngere Tschechen eher proeuropäisch eingestellt sind, wollte die EU-Ratspräsidentschaft Tschechiens 2022 versuchen, mit Imagekampagnen dieses verlorene Vertrauen wiederzugewinnen.